# Reparació endovascular d'aneurisma
La reparació endovascular d'aneurisma (REVA, o EVAR en anglès), és un tipus de cirurgia endovascular mínimament invasiva que s'utilitza per tractar la patologia de l'aorta, més comunament un aneurisma de l'aorta abdominal (AAA). El procediment implica la col·locació d'un stent expandible dins de l'aorta per tractar la malaltia aòrtica sense operar directament sobre l'aorta. L'any 2003, la REVA va superar la cirurgia oberta de l'aorta com a tècnica més comuna per a la reparació de l'AAA, i el 2010, la REVA va representar el 78% de tota la reparació d'AAA intacte als Estats Units.